# Cubadak
Cubadak ist eine ca. 40 km² große, unbewohnte Insel vor der Westküste Sumatras, nahe Padang.
Sandstrände, gesäumt von Kokospalmen, an denen Riesenschildkröten ihre Eier ablegen, sowie unberührter Dschungel zeichnen die Natur dieser Insel aus. Seit den 1990er Jahren betreibt der Italiener Nanni mit seiner Frau Federica im Einvernehmen mit den einheimischen Fischern ein Ferienresort. Die Insel ist Ausgangspunkt für Tauchexkursionen, Segeln und dient vor allem zur Erholung.